# اچ‌ام‌اس کارستیرس (۱۹۱۹)
اچ‌ام‌اس کارستیرس (۱۹۱۹) (به انگلیسی: HMS Carstairs (1919)) یک کشتی بود که طول آن ۲۳۱ فوت (۷۰ متر) بود. این کشتی در سال ۱۹۱۹ ساخته شد.